# Oostermoer

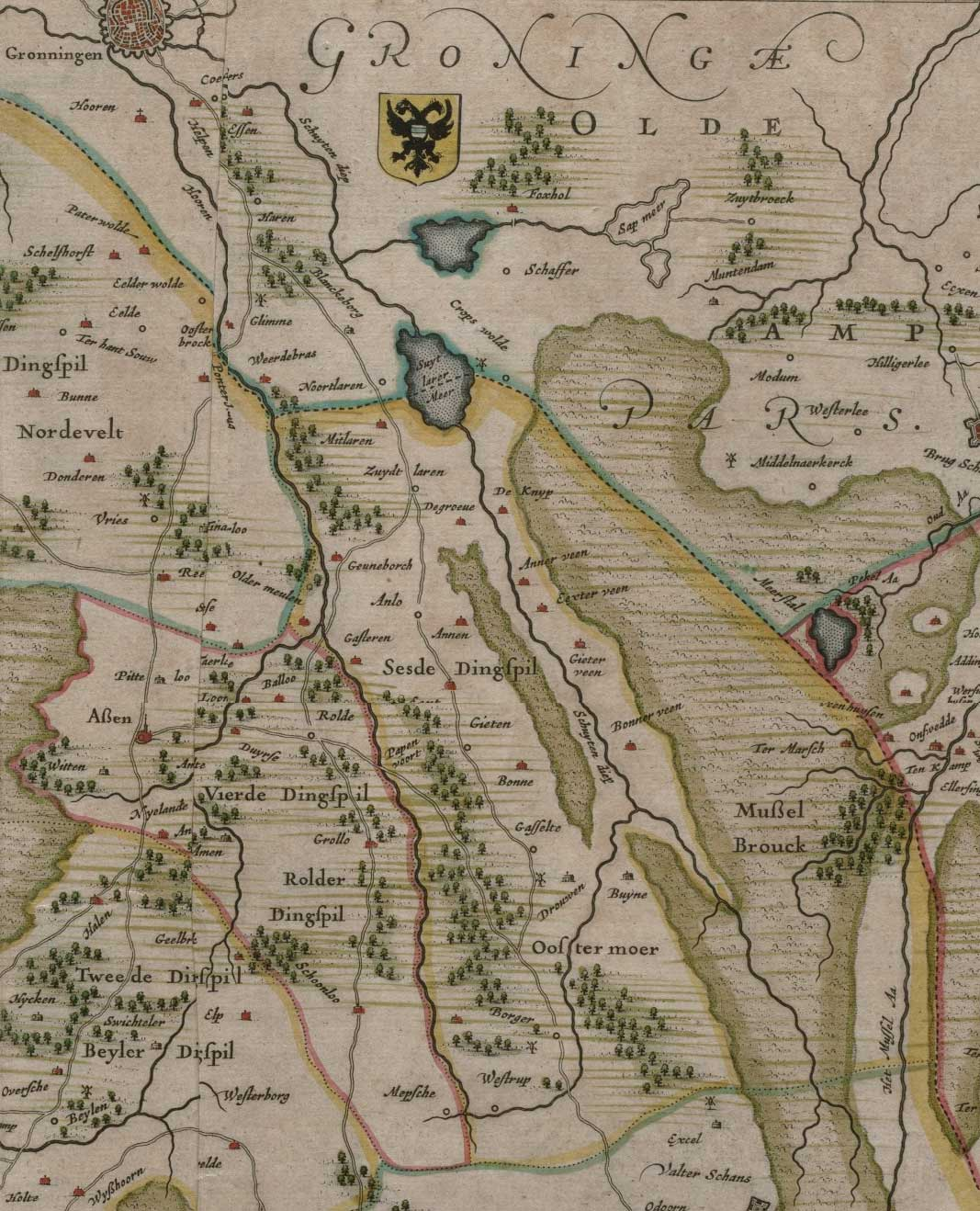
Het Sesde dingspel Oostermoer op de kaart van Drenthe door Cornelis Pijnacker (1634)

Oostermoer is het zesde van de zes dingspelen van de Landschap Drenthe. Het is gelegen aan de noordoostzijde van de provincie. De naam is een verwijzing naar het moeras of moer.
Enkele belangrijke plaatsen waren Anloo (de hoofdplaats), Borger, Gieten, Gasselte en Zuidlaren.
Delen van de  huidige gemeenten Tynaarlo, Aa en Hunze, Borger-Odoorn worden in de moderne tijd nog steeds aangeduid met de naam Oostermoer.
Na de restauratie van de Jacobuskerk van Rolde ontwierp de Limburgse glazenier Joep Nicolas  nieuwe gebrandschilderde ramen voor deze kerk. Zes van deze glazen geven de Drentse dingspelen weer, waaronder het Oostermoer.